# Francisco Medina Luna
Francisco Medina Luna, meglio noto come Piti (Reus, 26 maggio 1981), è un ex calciatore spagnolo, di ruolo attaccante.

## Carriera
Ha giocato nella Liga con Real Saragozza, Rayo Vallecano e Granada.

## Palmarès

### Club

#### Competizioni nazionali
- Supercoppa di Spagna: 1

Real Saragozza: 2004